# 니시오기 유미에
니시오기 유미에(일본어: 西荻 弓絵, 1960년 9월 3일 ~ )는 일본의 각본가이다.

## 내력
1991년, 《물의 기억 MEMORY OF WATER》로 데뷔.

## 작품

### 드라마
- 물의 기억 MEMORY OF WATER (1991년, TBS)
- 더블 키친 (1993년, TBS)
- 스위트 홈 (1994년, TBS)
- 굿 모닝 (1994년, 후지 TV)
- 가족의 식탁 '95 (1995년, 후지 TV)
- 금요일의 이혼하고 싶은 아내들에게 (1995년, TBS)
- 우리에게 사랑을! (1995년, 후지 TV)
- 캠퍼스 노트 (1996년, TBS)
- 가족 주의보! (1996년, NHK)
- 싱글스 (1997년, 칸사이 TV)
- 39세의 가을 (1998년, TBS)
- 케이조쿠 (1999년, TBS)
  - 케이조쿠/특별편 PHANTOM (1999년, TBS)
- 먼 친척 가까운 타인? (1999년, NHK)
- 나들이 옷, 여기가 최고 (2000년, NHK)
- 연속 TV 소설 혼마몬 (2001년 ~ 2002년, NHK)
- 얀파파 (2002년, TBS)
- 방울이 준 소리 (2004년, TBS)
- 끈질긴 여자 (2004년, NHK)
- 우리는 스텝 패밀리 (2005년, TBS)
- 마츠모토 세이쵸 스페셜·공범자 (2006년, 닛폰 TV)
- 트리플 키친 (2006년, TBS)
- 좋은 여자 (2006년, TBS)
- 지옥 판가름도 며느리 나름 (2007년, TBS)
- 롱 웨딩 로드!~도쿄vs오사카 이유 있는 결혼 이야기 (2007년, TBS)
- 특상 카바치!! (2010년, TBS)
- SPEC~경시청 공안부 공안 제5과 미상 사건 특별 대책계 사건부~ (2010년, TBS)
  - SPEC~상~ (2012년, TBS)
  - SPEC~제로~ (2013년, TBS)
- 오늘은 만사 대길하게 (2012년, NHK)
- 안도로이도~A.I.Knows LOVE?~ (2013년, TBS)
- 꽃 피는 내일 (2014년, NHK BS 프리미엄)
- 민왕 (2015년, TV 아사히)

### 영화
- 케이조쿠/영화 Beautiful Dreamer (2000년, 토호)
- 극장판 SPEC~천~ (2012년, 토호)
- 극장판 SPEC~클로즈~ (2013년, 토호)

## 수상
- 제20회 더 텔레비전 드라마 아카데미상 각본상 (2000년, 《케이조쿠》)
- 제67회 더 텔레비전 드라마 아카데미상 각본상 (2011년, 《SPEC~경시청 공안부 공안 제5과 미상 사건 특별 대책계 사건부~》)
- 제1회 컨피던스 어워드 드라마상·각본상 (2015년, 《민왕》)
- 제86회 더 텔레비전 드라마 아카데미상 각본상 (2015년, 《민왕》)

## 같이 보기
- 분류:니시오기 유미에 시나리오 작품